# Anthon Grimsmo
Anthon Grimsmo   (Oslo, 5 de juliol de 1968) és un jugador de cúrling noruec, ja retirat, que va competir durant les dècades del 1980 i 1990.
El 1998 va prendre part en els Jocs Olímpics d'Hivern de Nagano, on va guanyar la medalla de bronze en la competició del cúrling. En el seu palmarès també destaca una medalla de bronze al Campionat d'Europa de cúrling de 1995.